# PIWI-wijn
PIWI-wijn is een duurzaam geproduceerde wijn van resistente druivenrassen. De PIWI-wijn wordt gemaakt van zogenoemde PIWI-druiven. PIWI is een afkorting van het Duitse "Pilzwiderstandsfähig", wat in het Nederlands vertaalt naar schimmelresistent.
Deze druivenrassen zijn gekweekt om beter bestand te zijn tegen ziektes als meeldauw (Oidium) en valse meeldauw (Peronospora), waardoor het gebruik van chemische gewasbescherming in de wijngaard kan worden verminderd. PIWI-wijnen worden steeds populairder binnen de duurzame en biologische wijnbouw, vooral in koelere klimaten zoals Duitsland, Zwitserland, Nederland en België.

## Geschiedenis
De ontwikkeling van PIWI-druiven begon in de 20e eeuw. Onderzoekers kruisten klassieke Europese Vitis vinifera-rassen met resistente soorten uit Noord-Amerika en Azië. Het doel was om rassen te creëren die zonder intensief gebruik van bestrijdingsmiddelen toch gezonde druiven konden produceren. Oorspronkelijk werden deze hybrides vooral toegepast buiten de traditionele wijnlanden, maar dankzij verbeterde kruisingstechnieken en selectie zijn ze inmiddels ook geaccepteerd in delen van Europa.
Vanaf de jaren 1990 kregen PIWI's meer aandacht door de groei van biologische wijnbouw en toenemende regelgeving omtrent pesticidengebruik. In Duitsland, Zwitserland en Oostenrijk zijn inmiddels tientallen PIWI-rassen officieel toegelaten.

## Bekende rassen
De selectie en ontwikkeling van deze rassen wordt doorgaans gedaan door wijnbouwinstituten zoals Geisenheim University (Duitsland) en Agroscope (Zwitserland).
Bekende PIWI-rassen zijn onder andere:
- Johanniter
- Solaris
- Regent
- Cabernet Blanc
- Souvignier Gris

In Nederland en België worden PIWI druiven steeds vaker aangeplant, mede dankzij het vochtige en koele klimaat waarin traditionele rassen vaker last hebben van schimmeldruk. 

## Internationale erkenning en regelgeving
In traditionele wijnbouwgebieden zoals de Bourgogne is de toelating van PIWI druiven in de AOC wijnwetgeving controversieel. In andere gebieden groeit de acceptatie sneller. In sommige landen mogen de PIWI wijnen inmiddels worden geproduceerd onder beschermde herkomstbenamingen. 
In 2022 werden in Rheinhessen meerdere PIWI-druivenrassen officieel toegelaten voor de productie van Qualitätswein. En in 2023 werd het ras Voltis toegelaten in de Champagne. 
De aanplant van PIWI stokken is nog gering. Duitsland is met +/-2618 hectare Pilzwiderstandsfähige wijngaarden in 2022 de grootste producent van deze wijnen.  In totaal is in Duitsland 3% van de wijngaarden beplant met PIWI druivenstokken.